# Lubawa
Lubawa [luˈbava] (deutsch Löbau in Westpreußen) ist eine Stadt mit etwa 10 500 Einwohnern im Powiat Iławski der Woiwodschaft Ermland-Masuren in Polen.

## Geographie
Die Stadt liegt im Grenzgebiet zwischen dem Kulmerland und Preußen, etwa 60 Kilometer südöstlich von Marienwerder (polnisch Kwidzyn) und 18 Kilometer südöstlich von Deutsch Eylau (polnisch Iława), unmittelbar südwestlich der Kernsdorfer Höhe (polnisch Dylewska Góra), am Flüsschen Sandelle (polnisch Sandela), und wird vom Fluss Welle (polnisch Wel) weiträumig umflossen.

## Geschichte

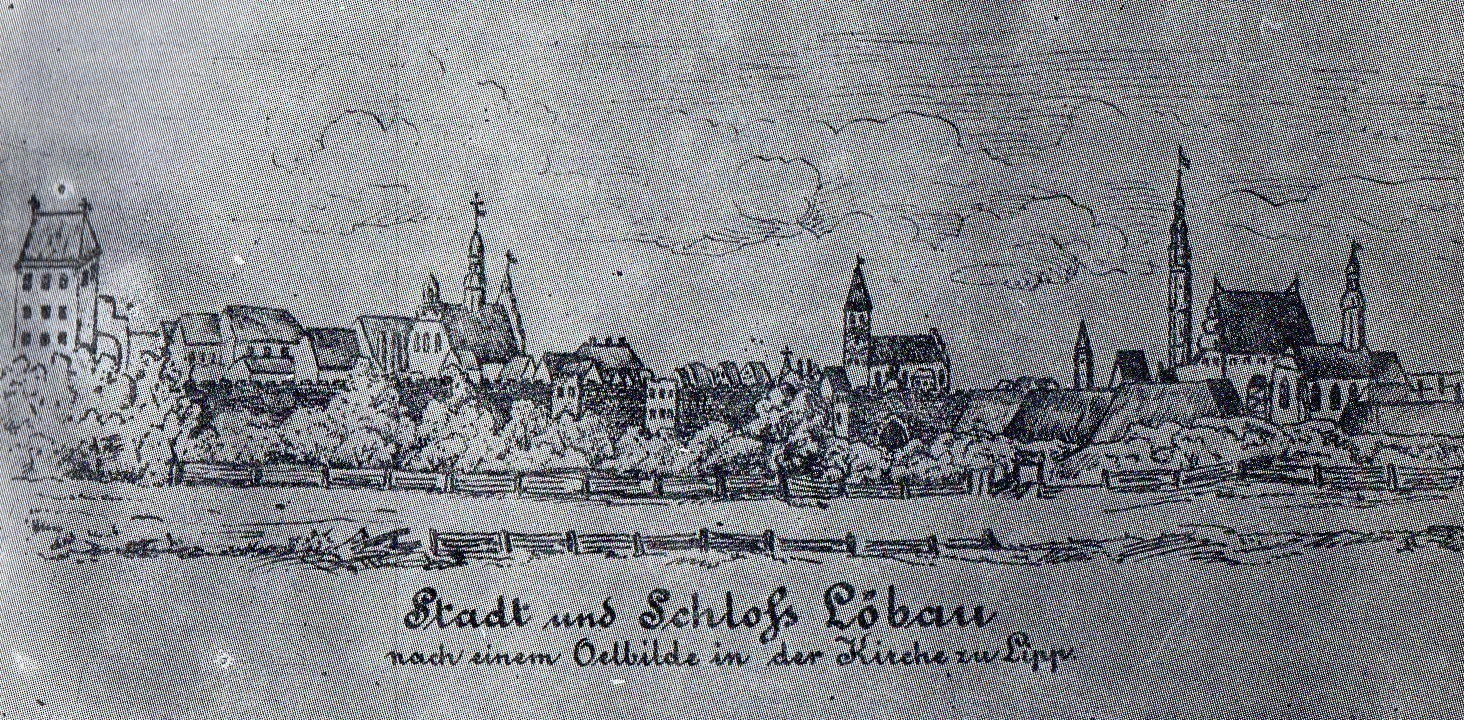
Stadt und Schloss Löbau im 17. Jahrhundert

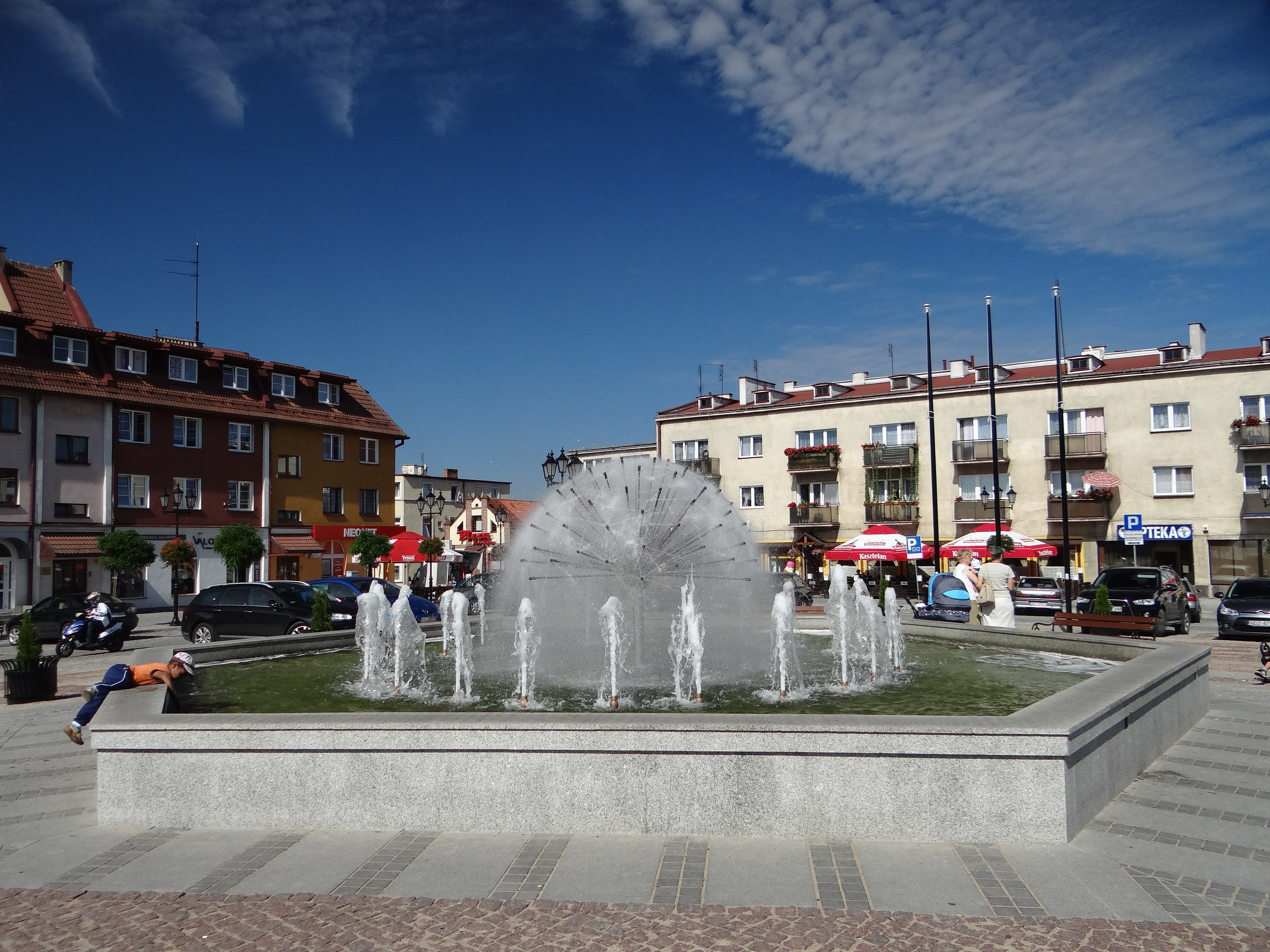
Marktplatz (Rynek) im Stadtzentrum

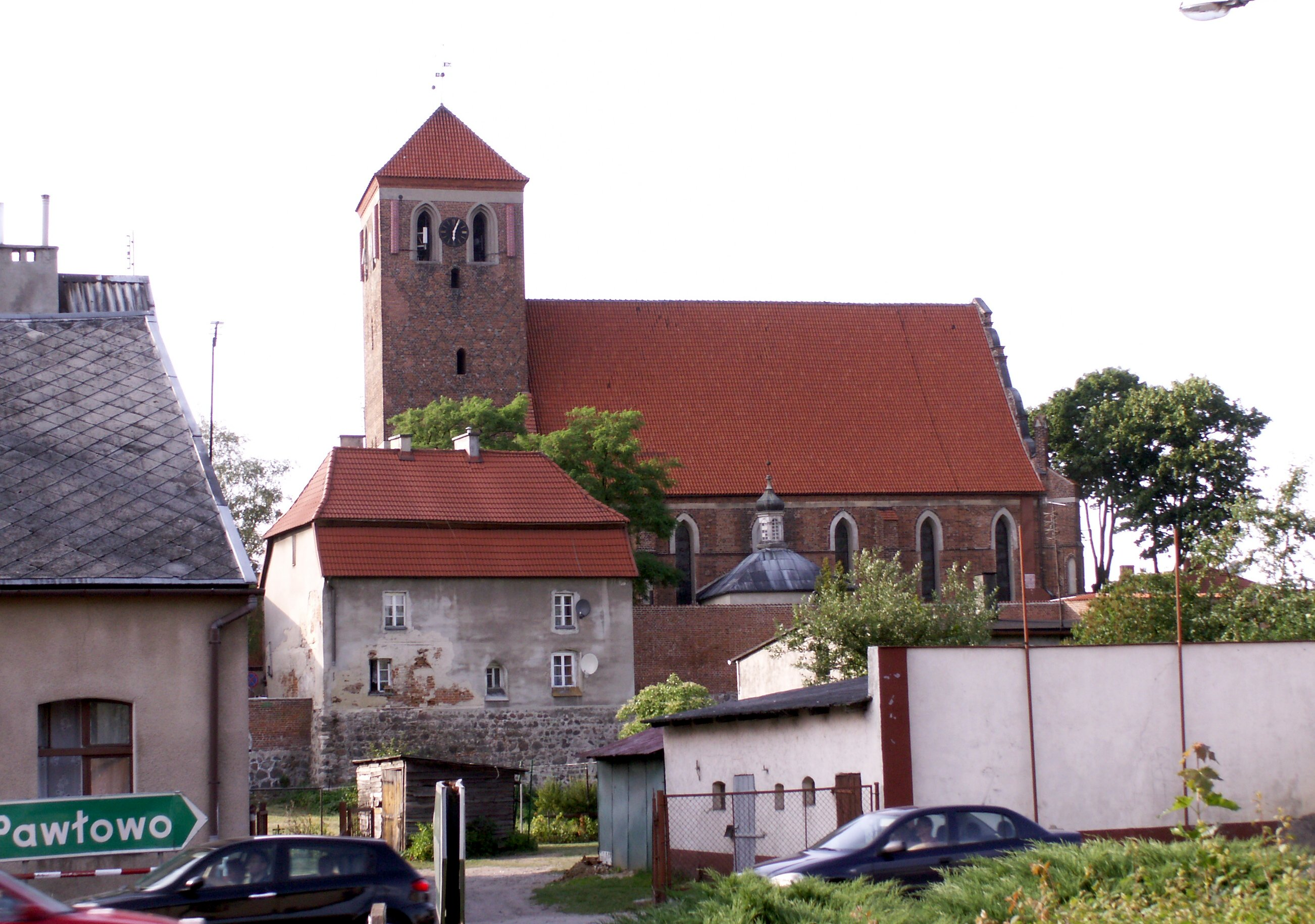
St.-Anna-Kirche

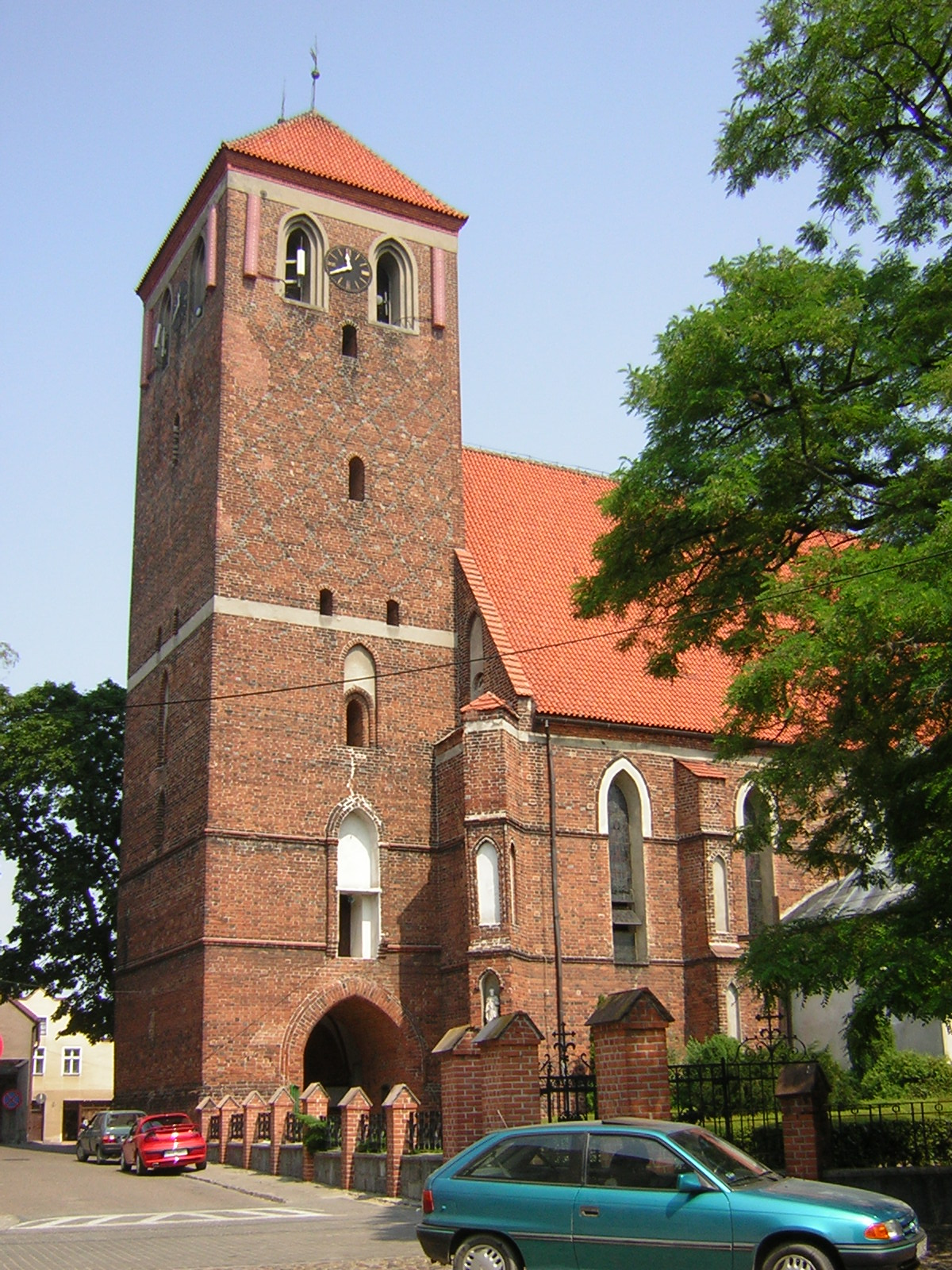
Turm der St.-Anna-Kirche

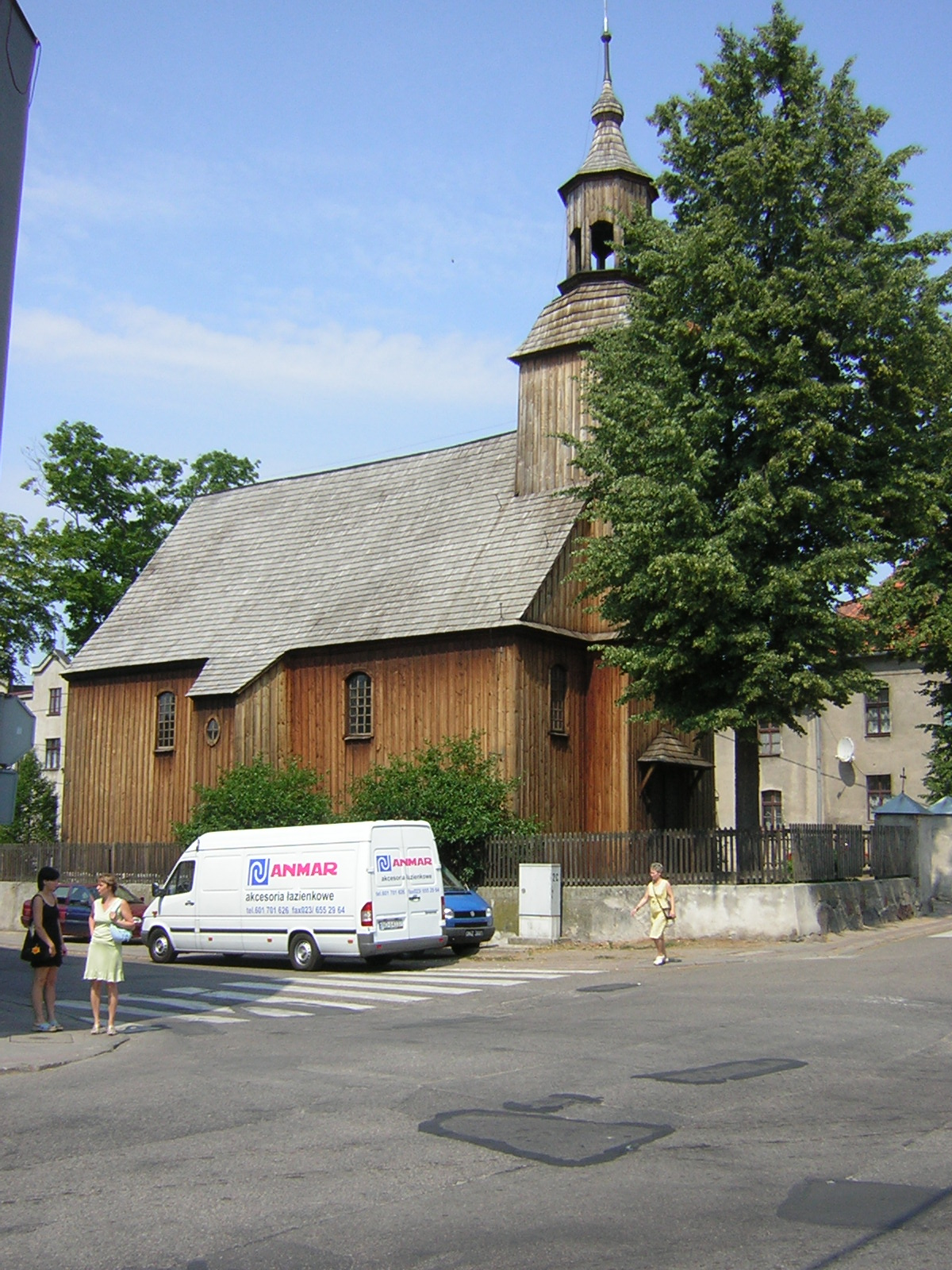
St.-Barbara-Kirche

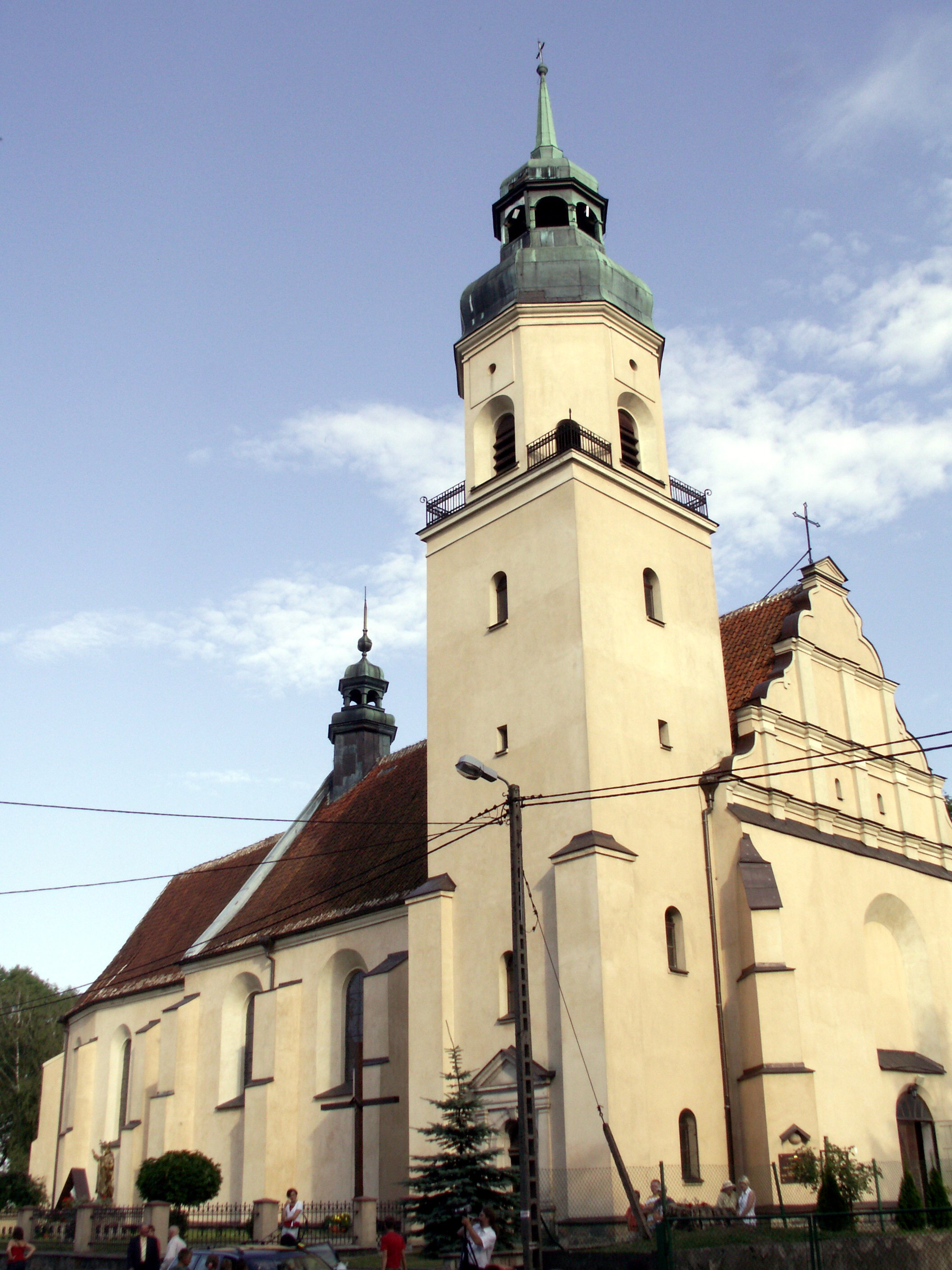
St.-Johannes-Kirche

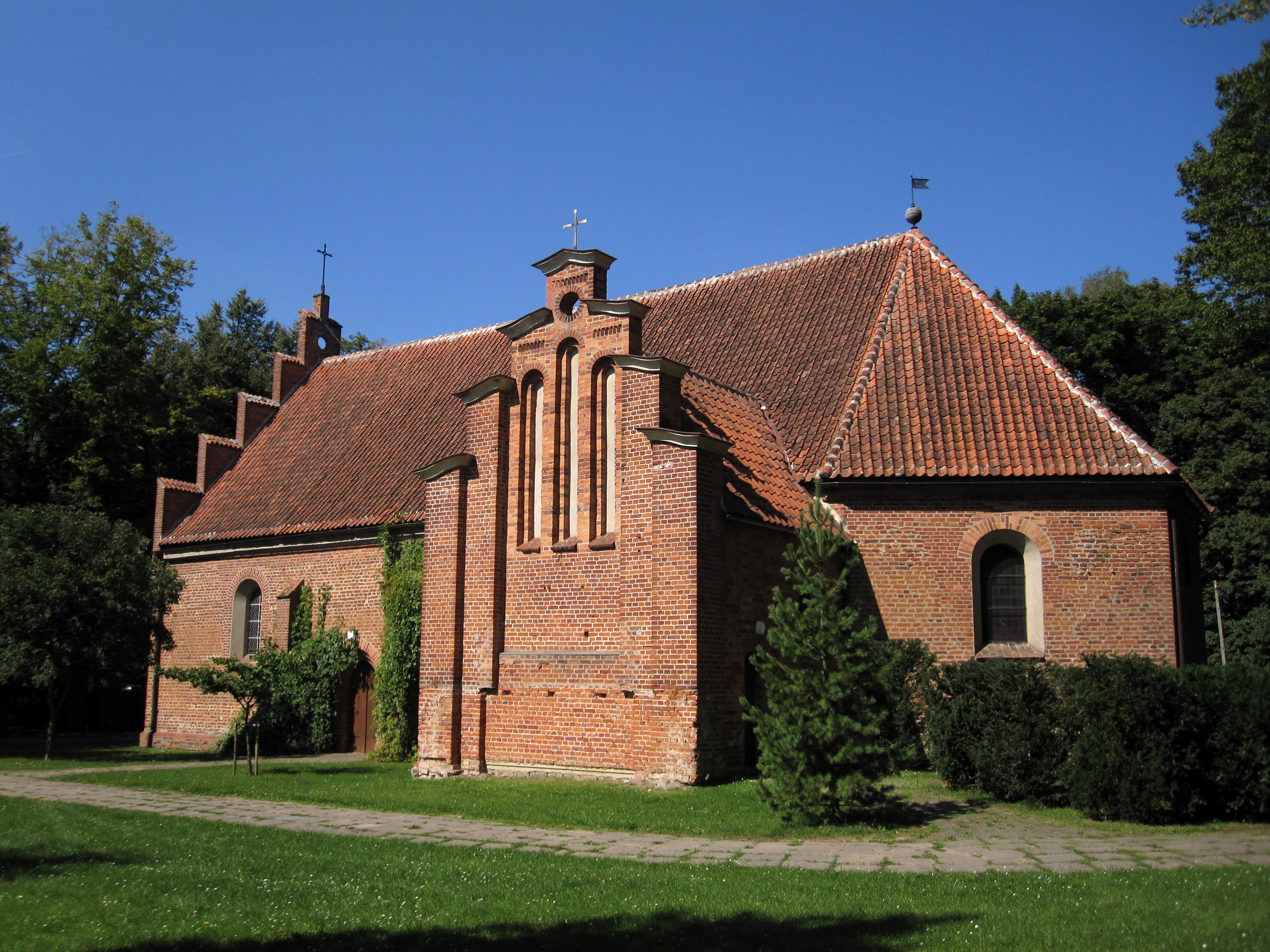
Kirche der Heimsuchung der Jungfrau Maria in Lipy

### Mittelalter und Frühe Neuzeit
Erstmals Erwähnung findet die terra Lubavia 1216 als Besitz des Missionsbischofs Christian von Preußen in einer Urkunde des Papstes Innozenz III. Für die Stadt datiert der erste schriftliche Nachweis von 1260. Über die Bedeutung des Namens sind sich die Linguisten nicht einig. Stadt und Burg wurden 1269 durch die Sudauer zerstört. Die Bischöfe von Kulm ließen Stadt und Feste wieder aufbauen und residierten im Schloss, bis sie 1781 ihren Sitz nach Kulmsee verlegten.
Beim (zweiten) Thorner Frieden von 1466 kam die Stadt zum Königlich (polnischen) Preußen und dadurch 1569 zur polnischen Adelsrepublik.
1724 zerstörte ein Stadtbrand große Teile der Stadt. Davon erholte sich Löbau nur schwer, 50 Jahre später hatte es nur 624 Einwohner und über 100 Grundstücke lagen noch wüst. Es gab kaum massive Häuser, vorherrschend waren Fach- und Schurzwerkbauten.
Im Rahmen der ersten polnischen Teilung kam Löbau 1772 zum Königreich Preußen. Zum 31. Januar 1773 wurde von Friedrich II. die Provinz Westpreußen gegründet, in der Löbau bis 1920 lag, mit einer Unterbrechung von 1807 bis 1815, als Löbau dem Herzogtum Warschau zugeschlagen wurde.

### 19. Jahrhundert
1813 brannte das Schloss nach einem Blitzeinschlag aus und wurde abgebrochen. Auf dem Wiener Kongress kam Löbau wieder an das Königreich Preußen. Die Einwohnerzahl stieg bis 1819 auf 1300 an. 1818 wurde der Landkreis Löbau gegründet, der unter den wechselnden Hoheiten bis 1948 bestand und dann aus Powiat lubawski in Powiat nowomiejski mit dem Sitz Nowe Miasto Lubawskie umbenannt wurde.
Im Jahr 1820 wurde das örtliche Bernhardinerkloster aufgehoben. Die Klosterkirche wurde der evangelischen Gemeinde zugewiesen. In den übrigen Klostergebäuden wurde später eine Schule eingerichtet.
Im Jahr 1884 bekam Löbau Anschluss an die Eisenbahn. In der Stadt war kaum Industrie ansässig, es dominierten das kleine Handwerk und die Krämerei. Von 1818 bis 1920 gab Löbau dem Landkreis Löbau seinen Namen, Sitz der Kreisverwaltung war aber das benachbarte Neumark. Löbau und sein Landkreis gehörten zum Regierungsbezirk Marienwerder in der Provinz Westpreußen des Deutschen Reichs.
Während der gesamten Zugehörigkeit zu Preußen bzw. ab 1871 zum Deutschen Reich bestand die Bevölkerung von Stadt und Umland aus deutschen, polnischen und masurischen Sprachgruppen und war überwiegend katholischer Konfession. Im Jahr 1890 waren die Hälfte der Stadtbewohner Polen.

### 20. Jahrhundert
Am Anfang des 20. Jahrhunderts hatte Löbau eine evangelische Kirche, drei katholische Kirchen, eine Synagoge, ein Progymnasium, ein evangelisches Schullehrerseminar, eine Präparandenanstalt und ein Amtsgericht.
Nach dem Ersten Weltkrieg kam Löbau aufgrund der Bestimmungen des Versailler Vertrags an die Zweite Polnische Republik. Nach dem Überfall auf Polen im September 1939 wurde das Kreisgebiet vom Deutschen Reich völkerrechtswidrig annektiert und dem Reichsgau Danzig-Westpreußen zugeordnet, zu dem Löbau bis 1945 gehörte.
Die Nationalsozialisten zerstörten die städtische Synagoge. 1943 lebten 5657 Einwohner in der Stadt. Gegen Ende des Zweiten Weltkriegs wurde Löbau im Frühjahr 1945 von der Roten Armee besetzt.
Bei der Gebietsreform von 1999 schied Lubawa aus dem Powiat Nowomiejski und aus und gehört seither zum Powiat Iławski mit Sitz in Iława, dem früheren Deutsch Eylau.

### Bevölkerungsentwicklung
| Jahr | Einwohner | Anmerkungen |
| ---- | --------- | --- |
| 1772 | 0625      | [ 5 ] |
| 1785 | 1 115     | meistens römisch-katholische Polen |
| 1802 | 1 269     | [ 7 ] |
| 1816 | 1 007     | davon 207 Evangelische, 585 Katholiken und 215 Juden |
| 1819 | 1 297     | [ 5 ] |
| 1821 | 1 598     | [ 7 ] |
| 1831 | 2 126     | meistens Polen |
| 1852 | 3 310     | [ 9 ] |
| 1864 | 3 951     | davon 1244 Evangelische und 2154 Katholiken |
| 1871 | 4 224     | darunter 1350 Evangelische und 2350 Katholiken (2200 Polen) |
| 1875 | 4 506     | [ 12 ] |
| 1880 | 4 857     | [ 12 ] |
| 1890 | 4 593     | davon 1651 Protestanten, 2604 Katholiken und 338 Juden (2300 Polen) |
| 1900 | 4 451     | meistens Katholiken |
| 1910 | 5 365     | am 1. Dezember, davon 2123 mit deutscher Muttersprache (darunter 1610 Evangelische, 329 Katholiken, 173 Juden und elf Sonstige), 3144 mit polnischer Muttersprache (darunter 52 Evangelische und 3092 Katholiken), aber keine Einwohner mit kaschubischer Muttersprache |
| 1921 | 4 600     | 400 Deutsche |
| 1943 | 5 657     | [ 5 ] |
| 2006 | 9 328     | |
| 2013 | 10 0920.  | |
| 2024 | 10 6020.  | [ 15 ] |

## Bauwerke
- Kirche der Heimsuchung der Jungfrau Maria und St. Anna, um 1330 errichteter gotischer Backsteinbau
- Kirche St. Johannes der Täufer und Erzengel Michael, errichtet von 1600 bis 1610 im Stil der Spätrenaissance
- Kirche St. Barbara, von 1770 bis 1779 errichteter Holzbau
- Kirche der Heimsuchung der Jungfrau Maria im Ortsteil Lipy, neugotischer Backsteinbau von 1870

## Verkehr
Der Bahnhof Lubawa ist Endpunkt der noch als Anschlussgleis betriebenen Bahnstrecke Zajączkowo Lubawskie–Lubawa. Der Ort Rakowice in der Gemeinde Lubawa hat einen Bahnhof an der Bahnstrecke Warszawa–Gdańsk.

## Landgemeinde
Die Landgemeinde Lubawa, zu der die Stadt selbst nicht zählt, umfasst ein Territorium von 237 km² mit 10.717 Einwohnern (31. Dezember 2020). Der Sitz der Landgemeinde befindet sich im Dorf Fijewo.

## Persönlichkeiten
- Christoph Cuppener (um 1466–1511), Jurist (auch Kuppener oder Kupener)
- Harris Newmark (1834–1916), Geschäftsmann in Los Angeles
- Leopold Harris (Lewin Herschkowitz, 1836–1910), Gründer der Kaufhauskette Harris & Frank in Los Angeles
- Gebrüder Jacoby, Kaufhausgründer in Los Angeles
- Otto Schellong (1858–1945), Arzt und Ethnologe
- Adolf Gottschewski (1875–1930), Kunsthistoriker und Kunsthändler
- Erwin Liek (1878–1935), Arzt und Schriftsteller
- Walther Ziesemer (1882–1951), Germanist, Diplomatiker und Sprachforscher
- Gerhard Wilck (1898–1985), Oberst der Wehrmacht, Kampfkommandant von Aachen
- Valentin Kielinger (1901–1969), Politiker
- Georg Marschall (1903–unbekannt), Gebietskommissar, 1967 verurteilt wegen Beteiligung am Holocaust im Reichskommissariat Ostland, Ukraine.